# Poul Hugo Lundsteen
Poul Hugo Lundsteen (* 18. Juli 1910 in Frederiksberg; † 24. November 1988) war ein dänischer Jurist, Beamter und Landshøvding von Grönland.

## Leben

### Familie
Poul Hugo Lundsteen war der Sohn des Kreditvereinungsdirektors Hugo Lundsteen (1869–1948) und der Malerin Elisabeth Charlotte „Lilli“ Ramsing (1871–1949). Sein Großvater Carl August Ramsing war Bürgermeister in Frederikshavn.

### Karriere
Er besuchte die Metropolitanskolen in Kopenhagen, die er 1928 abschloss. Anschließend begann er ein Jurastudium an der Universität Kopenhagen, das er 1934 als cand.jur. abschloss. Anschließend war er als Gerichtsbevollmächtigter in Aalborg tätig sowie als kommissarischer Sekretär im Indenrigsministeriet, bis er 1937 festangestellt wurde. Am 25. Juni 1935 heiratete er in Tårnby die Ärztin Agnete Bruun (1911–1951), Tochter des Staatsanwalts Hans Henrik Bruun (1884–1954) und seiner Frau Elisabeth Poulsen (1887–1960). Die aus dieser Ehe stammende Tochter Anette Elisabeth Lundsteen (* 1939) ist mit dem Politiker Søren Krarup (* 1937) verheiratet. 1939 wurde er Sekretär im Wohnungsaufsichtsrat, was er bis 1943 blieb. 1940 wurde er zum Staatsanwalt am Landesgericht ernannt. 1943 wurde er zum Bevollmächtigten befördert, 1946 zum Expeditionssekretär und 1949 zum Bürochef. 1950 wurde er zum Verwaltungschef der Zivilverteidigungsbehörde ernannt. Nebenher war er von 1943 bis 1945 beim Stiftamtsmann Peder Herschend in Silkeborg angestellt. Von 1942 bis 1950 unterrichtete er Amtsarztstudenten in Medizinalrecht und Medizinalverwaltung. Von 1946 bis 1950 war er Sekretär der Krankenhausvereinigung.
1950 wurde er zum ersten Landshøvding von Grönland ernannt, nachdem beide Landesteile im Zuge der G50-Politik vereinigt worden waren. Nach dem Tod seiner ersten Frau heiratete er am 22. März 1952 in Vig Aase Brynildsen (1931–?), Tochter des Bäckers Egil Brynildsen (1905–?) und seiner Frau Margrethe Mikkelsen (1909–?). Durch die G50-Politik wurde Grönland in den 1950er Jahren unter Poul Hugo Lundsteen radikal modernisiert. Von 1955 bis 1956 erhielt er Heimaturlaub und wurde in dieser Zeit von Niels Otto Christensen vertreten. 1960 verließ er Grönland und gab das Amt an Christensen ab. Daraufhin wurde er zum Stiftamtsmann des Bistums Lolland-Falster und zum Amtsmann des Maribo Amt ernannt. 1970 wurde das Amt gemeinsam mit dem Præstø Amt zum Storstrøms Amt zusammengelegt, woraufhin Poul Hugo Lundsteen als dessen Amtsmann fortsetzte. 1980 wurde er pensioniert. Er starb 1988 im Alter von 78 Jahren.

### Ehrenämter
Poul Hugo Lundsteen war von 1942 bis 1950 Mitglied der Amtsarztexamenskommission, von 1945 bis 1950 des Ausschusses für Einquartierungserstattung, von 1947 bis 1950 der Repräsentation des Bauforschungsinstituts, von 1948 bis 1950 des Ernährungsausschusses, des Nordischen Methodikkomitees für Lebensmittel und des Geschäftsausschusses der dänischen Glücksspielgesellschaft, ab 1948 Mitglied und von 1949 bis 1950 Vizevorsitzender der Pharmaziekommission und 1950 Vizevorsitzender des Zivilschutzrats. Während seiner Zeit als Landshøvding war er qua Amt auch Vorsitzender von Grønlands Landsråd und durch dieses Amt Mitglied in einer Vielzahl grönländischer Ausschüsse. Er war Mitglied des Grønlandsudvalgs, der von 1960 bis 1964 die Zukunft Grönlands plante. Von 1960 bis 1980 war er Aufsichtsratsvorsitzender der Lollandsbanen. Von 1960 bis 1971 war er Regionsamtsmann der Region VIII. 1963 wurde er Vorsitzender der Chiropraktikerkommission des Innenministeriums, 1964 der Kommission zu öffentlicher Hygiene, 1967 der Religionsunterrichtskommission, 1971 des Ausschusses zur Einführung des Fernsehens in Grönland und 1974 des Ausschusses zur Überarbeitung von Kapitel 2 des Schulverwaltungsgesetzes. Er war zudem Vorsitzender des Denkmalschutzausschusses und des Arbeitsmarktrats im Storstrøms Amt sowie der Stadtentwicklungsausschüsse für Nykøbing Falster und Rødby. 1970 wurde er Vorsitzender der Dänischen Privatbahnengesamtvertretung. Von 1970 bis 1980 war er Mitglied des Privatbahnausschusses und 1973 im Ausschuss zur Überarbeitung des Gesetzes zu Entschädigungsverantwortung im Eisenbahnbetrieb. 1967 wurde er Aufsichtsratsmitglied bei Grønlandsbanken und von 1975 bis 1981 war er Aufsichtsratsvorsitzender des Refugiet Fuglsang.

## Ehrungen
Für seine Arbeit in der grönländischen Nachkriegszeit wurde er zum Ehrenbürger von Nuuk ernannt. Dazu wurde er zum 1949 Ritter des Dannebrogordens ernannt, 1954 zum Ritter 1. Grades, 1960 zum Kommandeur und 1969 zum Kommandeur 1. Grades. Außerdem trug er das Gedächtnisabzeichen des Dänischen Roten Kreuzes für Kriegshilfe im Zweiten Weltkrieg und den französischen Seeverdienstorden.